# Abélie
Abélie (Abelia) je rod rostlin z čeledi zimolezovité (Caprifoliaceae). Zahrnuje 5 druhů, rozšířených původně ve východní Asii. Řada druhů byla přeřazena do jiných rodů (Diabelia, Vesalea, Zabelia).
Abélie jsou keře 1–6 m vysoké, patří mezi ně druhy rostoucí v teplých krajinách jako stálezelené keře a v chladném klimatu jako opadavé druhy. Listy jsou vstřícné, vejčité, lesklé, tmavě zelené, 1,5–8 cm dlouhé. Barva se u opadavých druhů na podzim mění na purpurově-bronzovou a červenou. Květy se objevují v horní části stonku, 1–8 společně v krátkém vrcholíku, jsou převislé, v barvách od bílé po růžovou, zvonkovité, trubkovitě nálevkovité, s pětičlennou korunou, 1–5 cm dlouhé a obvykle vonné. Kvete od pozdního jara do podzimu. Plod je kožovitá tobolka.

## Pěstování a použití
- Půda a poloha – abélie se sázejí na výslunná, ale chráněná místa do lehčí propustné záhřevné půdy.
- Přezimování – abélie jsou náchylné na namrzání, proto je vhodné na zimu zakrýt keře aspoň z části listím a větvemi jehličnanů. Namrzlé keře dobře regenerují, nové výhony ještě v témž roce kvetou.
- Přihnojování – bývá omezováno na krátkou dobu na začátku vegetace, vhodné je přihnojování na list běžnými rozpustnými hnojivy. Dodržujte koncentraci uvedenou výrobcem. Přihnojování dusíkem od začátku srpna je velkým rizikem při přezimování.
- Zálivka – rostlina nemá zvláštní nároky, nesmí přeschnout, ale rozhodně nesmí „stát ve vodě“. Zalévá se několikrát (asi 4×) i během zimy.
- Řez – prosvětlení a odstranění namrzlých větví provádíme před započetím kvetení, tedy na jaře.

Abélie jsou v zahraničí oblíbené okrasné keře. Nejrozšířenější je abélie velkokvětá (Abelia × grandiflora), hybrid A. chinensis x A. uniflora. Tento kulatý, rozvolněný, mnohokmenný, stálezelený keř je 1–1,8 m vysoký s vejčitými a tmavě leskle zelenými listy, asi 2–6 cm dlouhými a květenstvím zbarveným do bílo-růžova. jednotlivé květy bývají zvonkovitého tvaru, 2 cm dlouhé.
V Česku se abélie zatím příliš nepěstují pro jejich náročnost na teplo. Abélie jsou potravou housenek motýlů.